# ایزیرتو
ایزیرتو، ایزیرتا، زیرتو پایتخت منائی‌ها واقع در روستای قلایچی، که در ۷ کیلومتری شمال شرقی شهر بوکان قرار دارد، بارها در متون آشوری به آن اشاره شده است این منطقه مورد مناقشه بین اورارتو و آشور بوده است. ایزیرتو حداقل از سال ۸۲۸ قبل از میلاد تا سال‌های پایانی قرن ۷ ق. م پایتخت منا بوده است. اولین پادشاه این تمدن، ایرانزو نام داشت.
براساس استل قلایچی و کتیبه‌ها و آثار به دست آمده از این منطقه، برخی از باستان شناسان همچون احسان یغمایی بر این باورند که تپه قلایچی همان ایزیرتو است.
وجه بارز هنر منایی، ظرافت و زیبایی وصف‌ناپذیر آن است که در تمدن‌های معاصر آن‌ها کم‌نظیر است. هنر معروف آن‌ها ساخت آجرهای لعاب‌دار بوده است. آجرهای با طرح‌های رنگین که طرح آن‌ها پس از گذشت حدود ۳۰۰۰ سال تقریباً سالم باقی مانده‌اند. نمونهٔ بسیار زیبایی از این آجرها در موزهٔ شرق کهن توکیو یافت می‌شود، حدود ۴۰۰ آجر لعابدار در این منطقه تاکنون کشف شده که نشان از اهمیت بالای قلایچی و به احتمال زیاد این منطقه همان شهر زیرتو یا ایزیرتو پایتخت مانایی‌ها است.
در دی‌ماه سال ۱۳۹۹ تعداد ۴۹ آجر لعاب دار مربوط به تپه قلایچی بوکان از کشور سوئیس به موزه ملی ایران منتقل شد. تعداد آجرهای یافت شده از قلایچی بوکان به تعداد ۴۵۰ قطعه آجر می‌رسد.

## پادشاه ایران زو
اولین پادشاه حکومتِ مانایی‌ها، ایران‌زو بود که به مدتِ ده سال حکومت کرد. ایرانزو پیشوای نخست قبایل ماننایی یعنی یکی از شش قبیلهٔ ساکن در غرب فلات ایران در سال -۷۲۸ پ.م. - بود.

## کاوش‌ها در ایران

### حفاری‌های غیرقانونی
بین سال‌های ۱۹۷۹–۱۹۸۵ (۱۳۵۸–۱۳۶۴ ه‍.خ)، حفاری‌های غیرقانونی در مقیاس گسترده در سایت تپهٔ قلایچی، در شمال هفت کیلومتری از بوکان انجام شد. برخی از آثار منحصر به فرد آجر لعابدار، کشف شده است که به سرعت راه خود را به اتاق حراجی‌های زیرخاکی بازنمود، و پس از آن با استفاده از بخش‌های خصوصی و موزه‌های خارجی آثارش توسط موزهٔ ملی توکیو، موزه شرق باستان توکیو، و خاورمیانه مرکز فرهنگی ژاپن خریداری شد.

### رابطهٔ قلایچی با زیرتو
در ایران باستان، حکومت‌های محلی زیادی در رشته‌کوه‌های زاگرس حکومت می‌کردند. از میان دولت‌هایی که نخست در سرزمین آیندهٔ ماد تشکیل حکومت دادند، می‌توان دولت مانا را نام برد. مرکز دولت مزبور در جلگهٔ جنوبیِ دریاچهٔ ارومیه قرار دارد. دولت مانا از قرن هشتم ق. م بارها با آشور و اوراتور به مبارزه برخاست و در واقع مغلوب هیچ‌یک از دول مزبور نشد.
براساس پژوهش‌ها و بررسی‌های انجام‌گرفته، آثار مربوط به دولت مانا از جنوب دریاچهٔ ارومیه به دست آمده است. این محدوده شامل شهرهای میاندوآب، باروق، شاهیندژ، تکاب، ملکان، نقده، اشنویه، پیرانشهر، سردشت، مهاباد، بوکان، بانه و سقز و همچنین بیجار است و براساس یافته‌های جدید، مناطق زنجان و از آن طرف تا حوالی تبریز است.

### بازرسی تیم باستان‌شناسی
در سال ۱۹۸۵ (۱۳۶۴ ه‍.خ)، یک تیم باستان‌شناسی زیر نظر اسماعیل یغمایی به سایت قلایچی بوکان فرستاده شد. در طول یک فصل از باستان‌شناسی در سایت، بسیاری از آجرهای لعاب‌دار و منحصربه‌فرد یافته و ۱۳ خط کتیبه نیز کشف شد. این گروه در فصل بعد بنا به دلایل مسائل منطقه‌ای قادر به ادامهٔ کار نشد و کاوش‌ها در این منطقهٔ باستانی به حالت تعلیق درآمد، تا اینکه در سال ۱۳۷۸ هیئتی به سرپرستی بهمن کارگر، کارشناس ارشد میراث فرهنگی ارومیه، کاوش‌ها را پیگیری کرد. این هیئت به بقایای معبدی دست یافت که طبق کتیبهٔ آرامی آن متعلق به دورهٔ مانا و دارای قدمتی در حدود ۸۰۰ ق. م بوده و در واقع همان شهر زیرتو (ایزیرتا) پایتخت ماناست.
- در اطراف قلایچی، قِلاع نظامیِ کوهستانی با عملکردهای استحفاظی، دیده‌بانی و تقویتی ایجاد شده است.
- در دومین فصل کاوشِ هیئت کاوش، قلایچی بزرگ‌ترین قلعهٔ نظامیِ ماناها در ساحل شمالیِ زرینه‌رود عنوان شد.

### کتیبه‌های مانایان
در روستای قلایچی، کتیبه‌ای به خط و زبان آرامی کهن به دست آمده است که تاریخ آن را ۷۱۶ ق. م تخمین زده‌اند. مضمون کتیبه، به رسمیت شناختن فرمانروایی تختگاه مانا به‌وسیلهٔ «خدای معبد شاهی» و ادامهٔ حکمرانی آنان در آن سرزمین اشاره دارد.۹ قراین نشان می‌دهد که سرزمین مانا بر جنوب دریاچهٔ اورمیه تا حدود سنندج و بیجار کنونی گفته می‌شد که همه آباد و مسکون بود و بوکان نیز در همین منطقه قرار داشت.
در کتیبهٔ ایپهکال، قلایچی بوکان نشان داده شده است که در آن، آجر لعاب به هلدی (خدای جنگ)، و حداد (خدای طوفان، صاعقه و رعد و برق) اختصاص داده شد، علاوه بر این، در این کتیبه از قلایچی به‌عنوان معبد یاد شده است که قلایچی را به نام زتر یا ایزیرتا پایتخت مانایان مشخص شده است. این کتیبه (EPHCAL) مکان آن را در سدهٔ هشتم یا اوایل سدهٔ هفتم قبل از میلاد می‌داند.